# Frontera entre el Txad i Nigèria
La frontera entre el Txad i Nigèria és la línia fronterera en sentit nord-sud que separa el sud-est del Txad del nord-oest de Nigèria a l'Àfrica central. Té 87 km de longitud i travessa el llac Txad. Dins de la frontera hi ha punts comuns entre el Txad i Nigèria amb el Camerun i Níger. El traçat va des del trifini entre Níger, Txad i Nigèria travessant el llac Txad fins al trifini de Nigèria, Txad i Camerun. Separa l'Estat de Borno (Nigèria) de la regió de Lac (Txad).
Aquesta frontera és considerada terrestre, ja que el llac Txad presenta grans variacions estacionals, moltes àrees seques, i entre el 1960 i el 2005 el seu volum d'aigua s'ha reduït el 95 %, de manera que té un nivell mitjà 1,5 metres i un màxim de 10,5 metres.